# Douce Namwezi N'Ibamba
Douce Namwezi N'Ibamba, née le 11 février 1989 à Bukavu, est une journaliste, productrice radio et entrepreneuse sociale de la République démocratique du Congo, qui veut donner aux femmes et aux jeunes les moyens d'agir par la culture, l'éducation et la formation, en mettant l'accent sur l'égalité des sexes et l'hygiène.

## Biographie
N'Ibamba naît le 11 février 1989 à Bukavu, une ville située sur la rive sud-ouest du lac Kivu, capitale de la province du Sud-Kivu, en République démocratique du Congo. Ses parents sont tous deux infirmiers. Elle est l'un des huit enfants. Lorsqu'elle a huit ans, sa famille doit fuir leur maison et vivre avec d’autres populations qui se sont ainsi déplacées pendant un certain temps, à la suite des guerres civiles pour l’accès au pouvoir. Elle étudie au collège Alfajiri et obtient ensuite un diplôme en relations internationales à l'université officielle de Bukavu. Dès son plus jeune âge, N'Ibamba voulait devenir journaliste, mais beaucoup de gens lui ont dit que ce n'était pas un travail pour les femmes. Cependant, déterminée, elle commence à produire des émissions de radio à l'âge de 16 ans à une station de radio catholique, Radio Maria, et 2 ans plus tard lorsqu'elle rejoint l'Association des Femmes des Médias du Sud Kivu (AFEM) de la République démocratique du Congo À l'époque, la RDC était en guerre et N'Ibamba fait part à l’antenne des histoires d'anciens enfants soldats et de viols massifs. Après 10 ans au sein de l'AFEM, elle y assume l'interim de la coordinatrice.
En 2016, N'Ibamba se charge des programmes à MAMA Radio, une station de radio axée sur la promotion de l'égalité des sexes. En 2018, elle quitte MAMA Radio pour fonder l'Initiative Uwezo Afrika, une entreprise à but non lucratif axée sur la lutte contre les tabous autour de la menstruation par l'éducation et la sensibilisation à l'hygiène sexuelle. Cela se fait par le biais du journalisme, de la formation professionnelle et de l'entrepreneuriat social pour parvenir à l'autonomisation des femmes. Elles distribuent également des kits de santé sexuelle et d'hygiène menstruelle aux femmes de la RDC, notamment des serviettes menstruelles réutilisables et lavables.
En 2020, avec six structures culturelles de la ville de Bukavu, Douce met en place l'Espace Culturel KWETU ART dont elle assure la présidence du Conseil d'Administration.
Fin 2020, elle est citée par la BBC dans sa liste annuelle des personnalités féminines les plus influentes dans l'année,.